# Sebastián Recasens y Girol
Sebastián Recasens Girol, (Barcelona, 1863 - Madrid, 1933) fue un médico español.

## Biografía
Estudió en la facultad de Medicina de la Universidad de Barcelona y se doctoró en la de Madrid. Se formó con Salvador Cardenal en el hospital barcelonés del Sagrado Corazón. Opositó a la cátedra de ginecología y obstetricia de la facultad de Medicina de la Universidad de Madrid, que obtuvo en 1902 y que ostentó hasta su muerte. 
Fue senador por la Universidad de Madrid en 1923.